# Ramiro de León Carpio

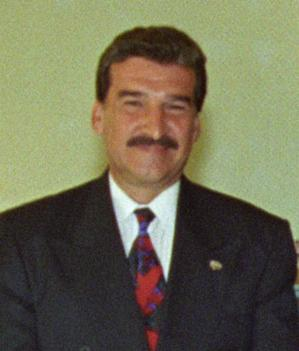
Ramiro de León Carpio in 1993

Ramiro de León Carpio (Guatemala-Stad, 12 januari 1942 - Miami, 16 april 2002) was een Guatemalteeks politicus. Hij was president van zijn land van 1993 tot 1996.
Carpio studeerde rechtsgeleerdheid aan de San Carlos-universiteit en de Rafael Landívar-universiteit. Carpio vervulde verschillende functies als ambtenaar. Hij sloot zich aan bij de Nationale Bevrijdingsbeweging (MLN), en was onder president Carlos Manuel Arana Osorio (1970-1974) secretaris-generaal van de nationale adviesraad. Hij steunde in 1983 de militaire coup van Efraín Ríos Montt.
In 1984 was hij een van de oprichters van de Eenheid van het Nationale Centrum (UCN), waarvoor hij in het Congres van de Republiek werd gekozen en was een jaar later een van de opstellers van de grondwet van Guatemala. Na een slechte verkiezingsuitslag van het UCN in hetzelfde jaar stapte hij uit de partij.
In 1989 werd Carpio ombudsman voor de mensenrechten. Na de autocoup van 1993, waarbij president Jorge Serrano Elías poogde het Congres te ontbinden en met absolute volmachten verder te regeren, vaardigde Serrano Elías een arrestatiebevel uit tegen De León Carpio. Deze wist echter te ontsnappen en werd op 5 juni door het parlement gekozen tot interim-president.
Onder Carpio's bewind werden aanzienlijke wijzigingen in de grondwet doorgevoerd, en onder toeziend oog van de Verenigde Naties nieuwe gesprekken geopend met de Guatemalteekse Nationale Revolutionaire Eenheid (URNG). Desalniettemin bleven grove mensenrechtenschendingen plaatsvinden en bleven de daders daarvan ongestraft.
Carpio werd in 1996 opgevolgd door Álvaro Arzú, die de oorlog met de URNG beëindigde. Carpio werd in het Centraal-Amerikaanse Parlement gekozen. In 1999 sloot hij zich aan bij het Guatemalteeks Republikeins Front (FRG). Nadat de FRG wegens corruptie en wanbeheer in opspraak was gekomen stapte hij uit de partij en gaf hij zijn congreszetel op. Hij verklaarde er spijt van te hebben zich aangesloten te hebben bij de partij. Niet veel later overleed hij in de Verenigde Staten.